# Liste von Bergen und Erhebungen in Kroatien
Diese Liste zeigt, der Höhe nach geordnet, die höchsten Berge in Kroatien. Das betreffende Gebirge ist in Klammern angegeben.
1. Dinara, 1831 m (Dinarische Alpen)
2. Sveti Jure, 1762 m (Biokovo-Gebirge)
3. Vaganski Vrh, 1757 m (Velebit)
4. Sveto brdo, 1751 m (Velebit)